# Erniarina
L'erniarina è una sostanza organica naturale appartenente alla famiglia delle cumarine. Si trova nei fiori di camomilla.